# Kršćanske denominacije
Kršćanske denominacije su posebne i odvojene vjerske zajednice unutar kršćanstva. Iako dijele isto ime i vjerovanje, kršćani su strukturalno podijeljeni u zasebne i različite tradicije i Crkvene zajednice.
Podjele i posebnosti između pojedinih denominacija definirane su crkvenom doktrinom i autoritetom. Pitanja koja stvaraju nejedinstvo su npr. Kristova priroda, apostolska baština i papin primat.
Najveća denominacija je Katolička crkva, potom slijede različite i mnogobrojne protestantske Crkve, a njima se pridružuje i Anglikanska zajednica, koje zajedno prevladavaju na Zapadu. Na Istoku pak prevladavaju Pravoslavne Crkve, koje se dijele na dvije skupine: pretkalcedonske  i kalcedonske.
Kršćani imaju različite poglede na Crkvu, zajedništvo vjernih, uspostavljenu od Isusa Krista posredstvom apostola. No bez obzira na razlike u teologiji i nauku, uglavnom se međusobno priznaju kršćanima i pripadnicima jedne zajedničke Kršćanske Crkve.
| Portal:Kršćanstvo | Portal: Kršćanstvo |

## Također pogledajte
- Ekumenizam
- Crkva (razdvojba)